# Carlota de Gales (2015)
Carlota de Gales (nascida Carlota Isabel Diana, em inglês:  Charlotte Elizabeth Diana; Londres, 2 de maio de 2015) é uma aristocrata britânica por ser a segunda criança e única filha mulher de Guilherme, Príncipe de Gales, e de sua esposa, Catarina, Princesa de Gales, sendo neta do rei Carlos III do Reino Unido. Carlota ocupa a terceira posição na linha de sucessão dos Reinos da Comunidade de Nações, atrás do seu pai e do seu irmão mais velho Jorge.

## Infância

### Nascimento e batismo
Em 8 de setembro de 2014, a Clarence House anunciou oficialmente que o príncipe Guilherme, e sua esposa Catarina esperavam o segundo filho. O anúncio atraiu a cobertura da mídia internacional, felicitações de políticos britânicos, e as críticas de que o nível de atenção foi injustificado. Em 24 de outubro de 2014, o Palácio de Kensington anunciou que o bebê era esperado para abril de 2015, porém nasceu no dia 02 de maio de 2015. Em 4 de maio de 2015, apenas dois dias após o parto, foi anunciado o nome da princesa como sendo Carlota Isabel Diana (Charlotte Elizabeth Diana). O primeiro nome em homenagem ao seu avó paterno o rei Carlos III, o segundo nome em homenagem à sua bisavó paterna, a rainha Isabel II, e o terceiro nome em homenagem à avó paterna, Diana, Princesa de Gales. A princesa é uma descendente colateral direta da nobre aristocrática família britânica Spencer, sendo uma bisneta do nobre britânico John Spencer, 8.º Conde Spencer e uma sobrinha-neta do atual Charles Spencer, 9.º Conde Spencer. No dia 5 de julho de 2015, a princesa Carlota foi batizada em comunhão com a Igreja Anglicana na igreja de Santa Maria Madalena, localizada em Sandrigham. A sua avó paternal a famosa princesa Diana, também havia recebido as águas batismais no mesmo lugar. Os seus padrinhos são: Thomas van Straubenzee (amigo próximo do seu pai, ex-colega na Ludgrove School), James Meade (amigo próximo de seu pai, ex-colega na Eton College), Laura Fellowes (filha de Jane Fellowes, Baronesa Fellowes; sobrinha de sua avó paterna e sua prima de segundo grau de seu pai); Sophie Carter (amiga próxima de sua mãe); e Adam Middleton (seu primo materno).

### Educação
No dia 8 de janeiro de 2018, a princesa Carlota começou os seus estudos, passando a frequentar a creche Willcocks Nursery School, localizada na cidade de Londres, próximo a casa da sua família o Palácio de Kensington. Em setembro de 2019, a princesa passou a estudar na Thomas's London Day Schools, uma instituição de ensino co-educacional particular localizada em Battersea na cidade de Londres, onde ela é conhecida apenas como “Charlotte Cambridge”, usando a antiga designação territorial do seu pai, o Príncipe de Gales (anteriormente Duque de Cambridge), como um sobrenome de família. Lá também estudou o seu irmão maior, o príncipe Jorge de Gales. Em agosto de 2022, com a mudança da família para Adelaide Cottage, em Windsor, Carlota e seus irmãos passaram a estudar na Lambrook School, em Berkshire.

## Participações em eventos públicos

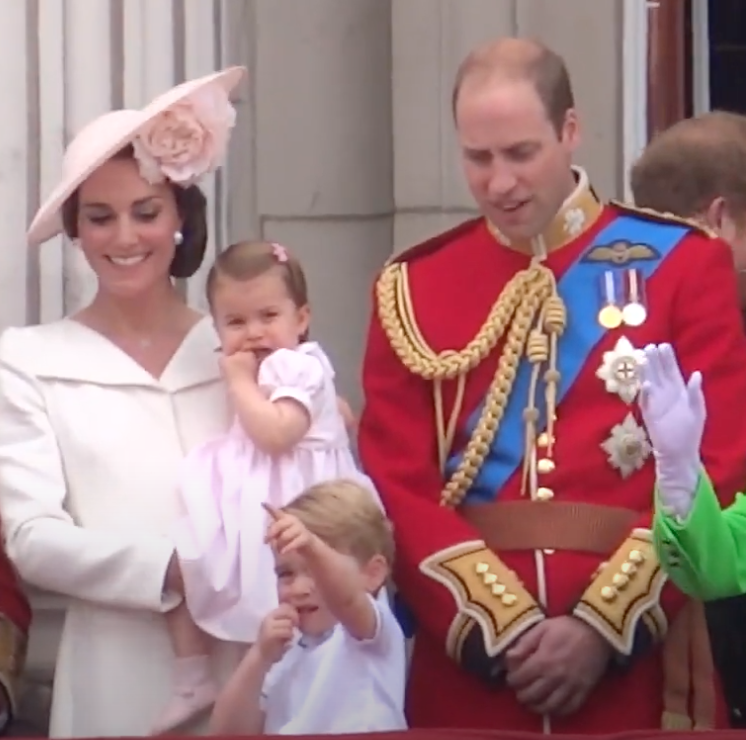
Carlota nos braços de sua mãe, ao lado de seu pai e irmão mais velho Jorge, no Trooping the Colour de 2016.

Carlota, assim como seu irmão Jorge de Gales não é vista em público com frequência, já que seus pais Guilherme, Príncipe de Gales e Catarina, Princesa de Gales  tentam protegê-la da imprensa, tendo inclusive feito público um manifesto oficial onde denunciaram o assédio da mídia em torno dos filhos.
As primeiras fotos da princesa vieram a público quando ela deixou o hospital onde nasceu, nos braços da mãe. Pouco mais de um mês depois, o Palácio de Kensington fazia públicas as primeira fotos oficiais da princesa, o que ocorreu novamente por ocasião de seu batizado. Em novembro de 2015, novas fotos oficias foram divulgadas, mostrando que a pequena princesa já sentava e brincava. Em dezembro, Carlota também apareceu no cartão natalino enviado pelos duques de Cambridge. Em março de 2016, a família Cambridge passou alguns dias nos Alpes franceses e novas fotos oficiai foram divulgadas. Cerca de um mês depois, Carlota apareceu em uma foto oficial de sua bisavó divulgada em ocasião do 90° aniversário da rainha Isabel II do Reino Unido, feita pela fotógrafa Annie Leibovitz, na qual aparece sentada no colo da rainha, ao lado do irmão Jorge de Gales, e os primos Lady Luísa Windsor, Jaime, Visconde Severn, Mia Tindall (filha de Zara Tindall) e as irmãs Savannah Phillips e Isla Phillips (filhas de Peter Phillips).
Em maio, por ocasião de seu 1.º aniversário, o Palácio de Buckingham tornou públicas quatro novas fotos da princesa, tiradas por sua mãe. Em 11 de junho, a princesa fez sua primeira aparição na varanda do Palácio de Buckingham, ao lado de outros membros da família real britânica em ocasião do Trooping the Colour. Em setembro de 2016, fez a sua primeira viagem oficial internacional. Ela acompanhou os pais e irmão em uma visita ao Canadá. Em meados de 2017, ela viajou com a família para a Polônia em outra viagem oficial. As duas viagens oficiais tiveram ampla cobertura da mídia internacional, com a divulgação de centenas de fotos.

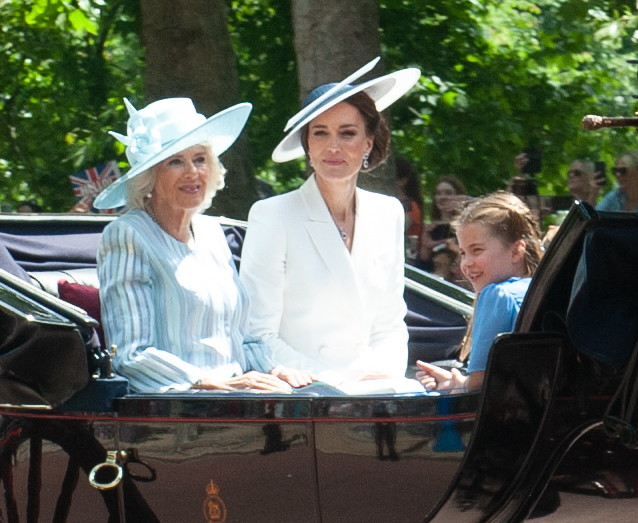
Carlota com a rainha Camila (na época Duquesa da Cornualha, à esquerda) e sua mãe Catarina (na época Duquesa de Cambridge, à direita), no Trooping the Colour de 2022.

Em 2 de junho de 2022, durante o fim de semana de comemoração do Jubileu de Platina de sua bisavó, Carlota e seus irmãos fizeram sua estreia na procissão em carruagem do Trooping the Colour. A procissão foi seguida por uma demonstração com aviões sobrevoando o Palácio de Buckingham, onde as três crianças se uniram a seus pais, a rainha Isabel, e outros membros da realeza na sacada da residência. Dois dias depois, em 4 de junho, Carlota e Jorge fizeram sua primeira visita oficial ao País de Gales com seus pais, onde assistiram aos ensaios do concerto no Castelo de Cardiff, parte das comemorações do Jubileu de Platina. Mais tarde, naquele mesmo dia, Jorge e Carlota acompanharam seus pais à Festa de Platina no Palácio. No dia seguinte, 5 de junho, Carlota compareceu ao Espetáculo Público do Jubileu de Platina com seus pais e irmãos. Após o desfile, ele se juntou a seus pais, irmãos mais novos, a Rainha, o Príncipe de Gales e a Duquesa de Cornualha na sacada do Palácio de Buckingham no que seria a última aparição pública de Isabel II.
Em 19 de setembro de 2022, Carlota e seu irmão Jorge, acompanhados de seus pais, compareceram ao funeral de Estado de sua bisavó paterna, a rainha Isabel II, e do serviço e enterro privado na Capela de São Jorge no Castelo de Windsor.
Em 13 de dezembro de 2022, o Palácio de Kensington, onde está localizado o escritório oficial do Príncipe e da Princesa de Gales, divulgou através de suas redes sociais o anual cartão de Natal da família, onde a princesa está de mãos dadas com seu pai e irmão mais velho em uma foto descontraída ao lado de seu irmão mais novo e mãe. Dois dias depois, em 15 de dezembro, o Príncipe e a Princesa de Gales levaram Carlota e Jorge  para o Juntos no Natal, o concerto de canções natalinas na Abadia de Westminster organizado por Catarina para celebrar as pessoas que fazem a diferença em suas comunidades, esse ano celebrando também a vida, o legado e serviço de Isabel II. Em 6 de maio do ano seguinte, Carlota compareceu a coroação de seu avô e depois, ela e seus irmãos ocasionalmente acompanharam seus pais em compromissos reais, passeios e visitas diplomáticas.

## Imagem pública
Apesar dos esforços de seus pais para proteger seus filhos da imprensa, fotografias e aparições públicas de Charlotte causam frenesi na mídia. Estatísticas de compras e pesquisas entre pais mostram que Carlota é um ícone de estilo infantil importante. A Brand Finance estimou que ela valerá mais de £ 3 bilhões para a economia britânica ao longo de sua vida.[21] Em julho de 2018, a Reader's Digest a avaliou em $ 5 bilhões ou £ 3,8 bilhões.

## Títulos e homenagens
- 2 de maio de 2015 - 8 de setembro de 2022: "Sua Alteza Real, Princesa Carlota de Cambridge"[38]
- 8 de setembro de 2022 - 9 de setembro de 2022: "Sua Alteza Real, Princesa Carlota da Cornualha e Cambridge"
- 9 de setembro de 2022 - presente: "Sua Alteza Real, Princesa Carlota de Gales"

Carlota é uma princesa britânica com o estilo e o título oficial de "Sua Alteza Real, a Princesa Carlota de Gales". Antes de seu pai ser nomeado Príncipe de Gales em 9 de setembro de 2022, Carlota foi denominada "Sua Alteza Real, a Princesa Carlota de Cambridge" em razão de uma carta-patente emitada por Isabel II em 2012, antes da carta somente o filho mais velho (no caso, Jorge) tinha direito ao título principesco.
Por ocasião do seu batizado, recebeu a sua primeira homenagem oficial: uma moeda comemorativa de cinco libras decorada com anjos, harpas e lírios e que trazia o seu nome completo e os dizeres "para celebrar o batizado da princesa Carlota Isabel Diana de Cambridge".